# Tricotosa circular

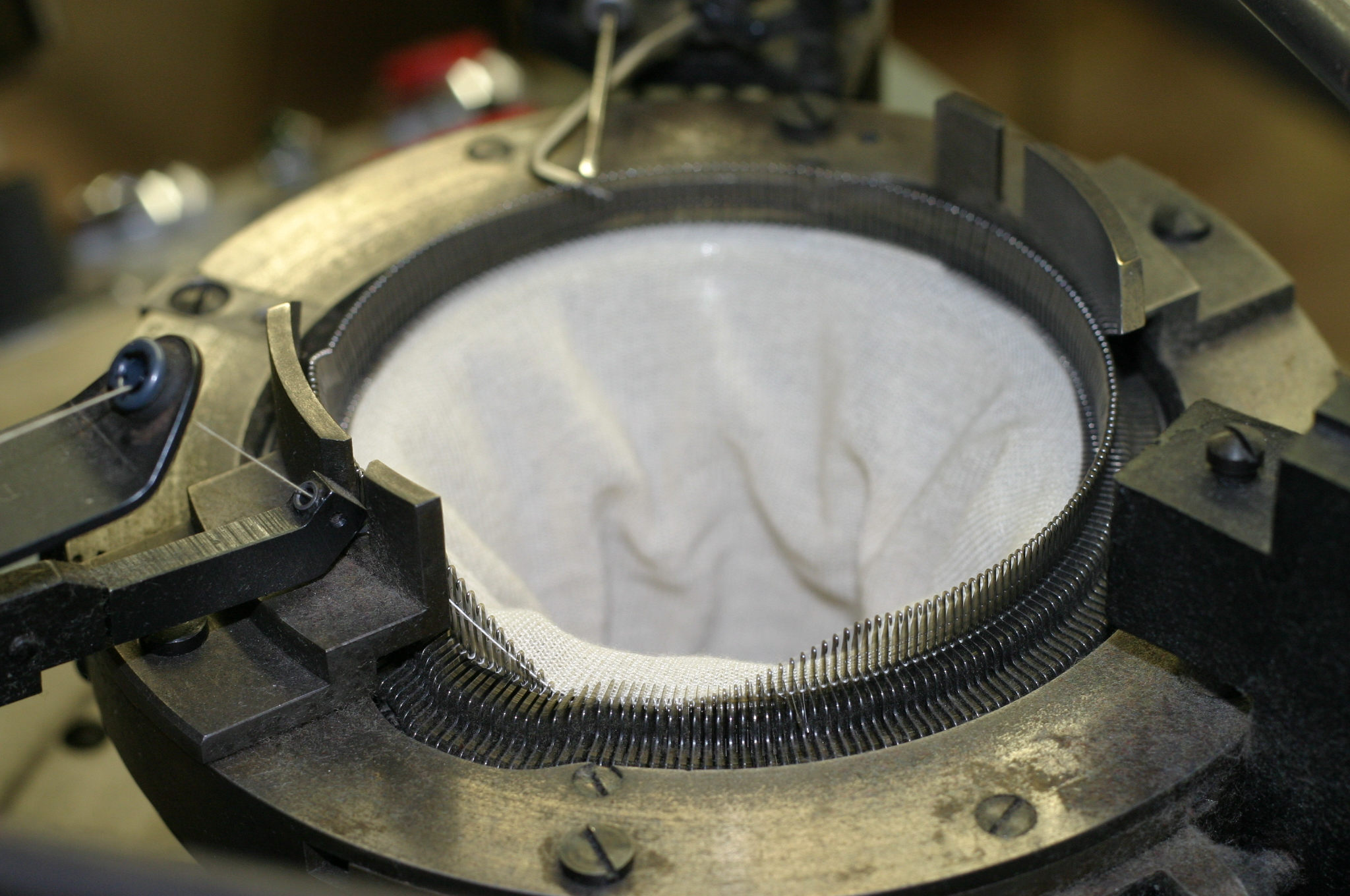
Màquina de tricotar circular

Una màquina de tricotar circular és un dispositiu per a la fabricació de teixits en forma de mànega amb un diàmetre que pot variar de 2 mm fins a 100 cm.
Les primeres màquines van entrar en producció en massa el 1856, la primera màquina operable amb agulles mòbils va ser construïda el 1866 pel nord-americà MacNary. La patent més antiga per a un màquina de dos cilindres la van rebre l'any 1900 els anglesos Stretton i Johnson.

## Funcionament

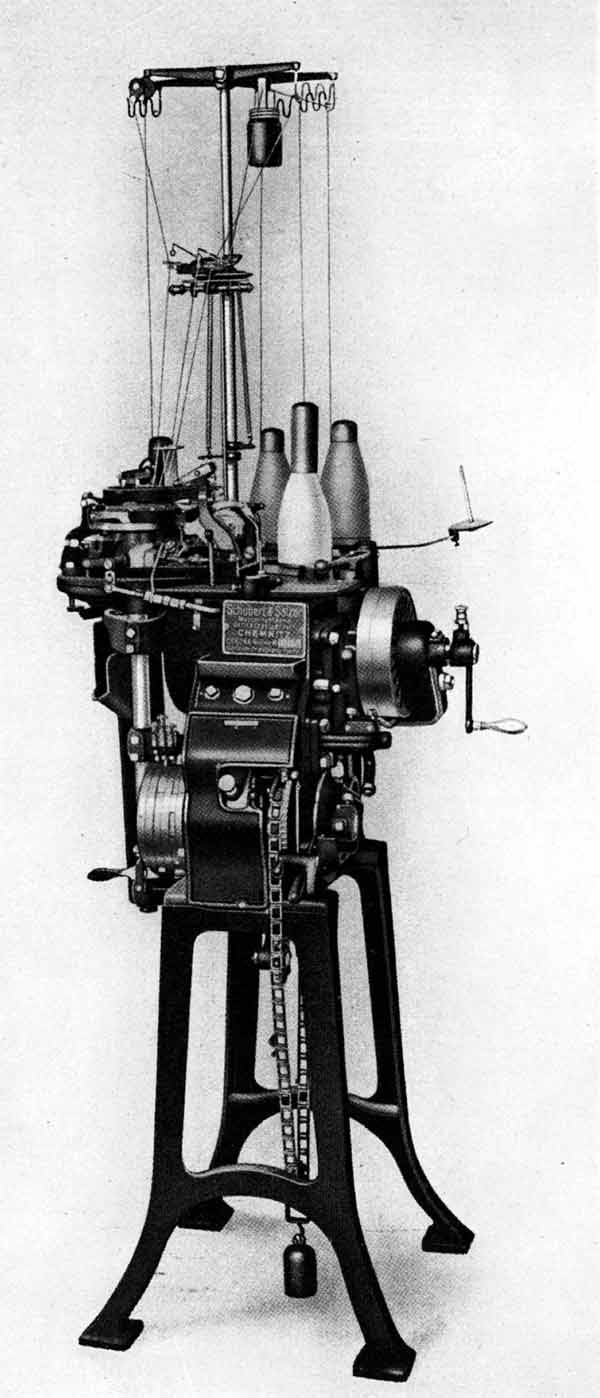
Màquina automàtica per a la producció de les mitges de la dècada de 1930

Les màquines estan equipades amb agulles de canyes disposades en cercle una al costat de l'altra. Les agulles es mouen individualment en el temps una darrere l'altra en les ranures del cilindre, que gira durant el treball. En fer-ho, els peus de l'agulla s'agafen per un bloqueig fermament dret, en el canal corbat del qual s'ajusten. D'aquesta manera, les agulles es mouen cap amunt i cap avall, el fil d'alimentació queda atrapat pel cap de l'agulla, crea un trau i l'enfila per la part acabada del teixit de punt.
El bloqueig i la guia del fil formen junts un sistema anomenat, normalment s'instal·len diversos sistemes a la màquina, el seu nombre és idèntic al nombre de files que es teixeixen durant una revolució de la màquina (la imatge de la dreta mostra una prova). dispositiu de teixir amb un sistema).

### Agulles
- En màquines amb un llit (cilíndric), només es poden fer teixits de punt d'una sola cara .

- A les màquines de doble llit, les agulles s'emmagatzemen en una combinació de cilindre i placa, o bé dos cilindres enfrontats (amb un conjunt comú d' agulles de doble llengüeta). : Si les agulles dels dos llits són perpendiculars entre si, la màquina pot produir teixits de punt de doble cara. Les màquines amb el posicionament dels dos llits d'agulles en un pla estan dissenyades per a la producció de teixits interlock.[4]

El control del moviment de l'agulla s'utilitza per modelar el teixit de punt
- mecànicament (targetes perforades, tambors, etc.)
- electrònicament (per exemple, electroimant o motor pas a pas controlat per ordinador)[3]

## Màquines petites
Són màquines de fins a 165 mm de diàmetre. A principis del segle XXI, normalment es construeixen amb un diàmetre de llit d'agulles de 4 polzades (10,2 cm). Amb 4 o 6 sistemes de teixir, arriben a un màxim de 1200 rpm.
- Les màquines d'un sol cilindre estan equipades amb 400 agulles, controlades per un microprocessador amb possibilitat de modelar fins a 21 colors i teixits a doble cara. En aquesta variant, aproximadament 2/3 de les màquines de petit diàmetre es van instal·lar recentment al món durant aquest període.[5]
- Les màquines de cilindre i marcar tenen 200 agulles al cilindre i 100 a la placa (cada segona agulla del cilindre es troba contra una agulla de la placa). En aquests dispositius, per exemple, es poden fer connexions amb nervadures simples.[2]
- Les màquines de dos cilindres amb 100 agulles a cada cilindre són adequades, per exemple, per teixir mitjons i mitjons de genoll amb nervadures amples.[2]
- Les màquines amb un diàmetre en miniatura del cilindre de treball (2,1 mm) es construeixen amb fins a 24 sortides, per exemple per a la producció de cintes, tubs aïllants, etc.[6]

## Màquines de més de 165 mm

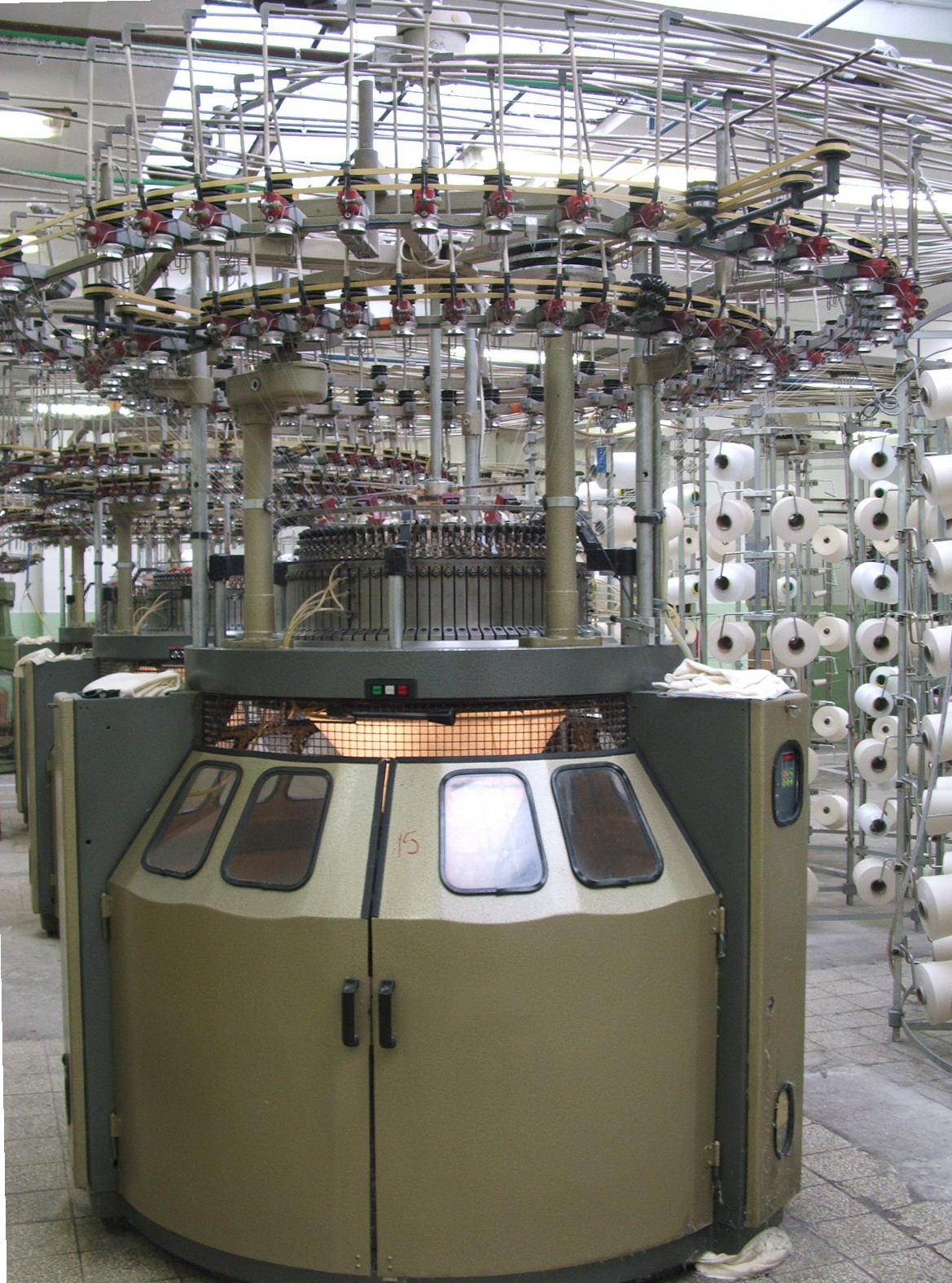
Màquina de teixir de gran diàmetre

Es poden instal·lar fins a 144 sistemes en màquines de gran diàmetre, es poden teixir teixits senzills fins a 50 revolucions/min.,  amb els quals es poden produir fins a uns 7 m² de teixit de punt per minut. (En comparació: una vaga d'ordit d'uns 10 m² i una màquina de teixir múltiples bucles d'1,5 m².) Les màquines es produeixen en almenys 20 variants (teixits a doble cara, jacquard, peluix, fil de coberta, tira transversal, etc.) amb una finesa de fins a 28 agulles/cm.
La roba de punt es fa com a mercaderia per metre o es pot programar la mida i la forma adequades per tal que de la màquina de teixir surti roba interior, samarretes, jerseis, etc. parcialment o totalment acabats.